# Улица Лаувас
Улица Ла́увас (латыш. Lauvas iela — «Львиная») — улица в Латгальском предместье города Риги, в историческом районе Московский форштадт. Пролегает в северном направлении, от перекрёстка улиц Валерияс Сейлес и Эбрею до улицы Кална. Длина улицы составляет 424 метра.

## История
Улица Лаувас (рус. Львиная улица, нем. Löwen Strasse) возникла в третьей четверти XIX века, впервые показана на плане города 1876 года. В то время она простиралась до Александровской улицы (ныне Бривибас). Поскольку северная и южная части оказались разделены Рижско-Динабургской и Мюльграбенской железнодорожными линиями, то в 1885 году северная часть получила название Пярнуская улица (ныне улица Пернавас), а южная часть сохранила своё первоначальное наименование.
Во время оккупации Риги в годы Второй мировой войны улица Лаувас служила одной из границ Рижского гетто.

## Транспорт
На всём протяжении улица Лаувас асфальтирована, имеет две полосы движения и выделенные полосы для велосипедистов. На участке от улицы Лудзас до улицы Кална движение одностороннее (в направлении улицы Кална), на остальной части улицы — двустороннее.
По улице курсирует троллейбус маршрута № 15 и автобус № 18, а на улице Валерияс Сейлес есть остановка «Lauvas iela». Ранее на ул. Лаувас находилась конечная остановка троллейбусного маршрута № 3, открытого 20 июля 1949 года и ходившего первоначально до центрального вокзала, а с 3 сентября того же года объединённого с маршрутом № 2 до Саркандаугавы. В 1950-е годы маршрут № 3 был сокращён до Центрального рынка, а до ул. Лаувас стал ходить новый маршрут № 5. После открытия троллейбусной линии в Кенгарагс и продления маршрута № 5 до ул. Ритупес (1974 г.) конечная остановка «Улица Лаувас» была упразднена.
В конце улицы расположен остановочный пункт пригородных поездов «Вагону паркс». Имеется пешеходный мост для перехода к улице Маза Матиса и к поездам в направлении центрального вокзала.

## Примечательные объекты
- В начале улицы Лаувас к её нечётной стороне прилегает Старое еврейское кладбище.
- Дом № 1 построен в середине 1950-х годов как одно из общежитий Рижского Краснознамённого института инженеров гражданской авиации (РКИИГА).
- Почти всю чётную сторону улицы занимают бывшие корпуса РКИИГА:
  - В начале чётной стороны расположен Институт транспорта и связи (здание построено в 1976—1979 гг.) — наиболее заметное здание улицы Лаувас, но имеющее адрес по улице Валерияс Сейлес[5].
  - Дома № 4 и 6 (1966 г.) — факультет социальных наук Латвийского университета[6].
  - Дом № 8 (1966 г.) — бывший радиофакультет РКИИГА, ныне Институт аэронавтики Рижского технического университета[7].

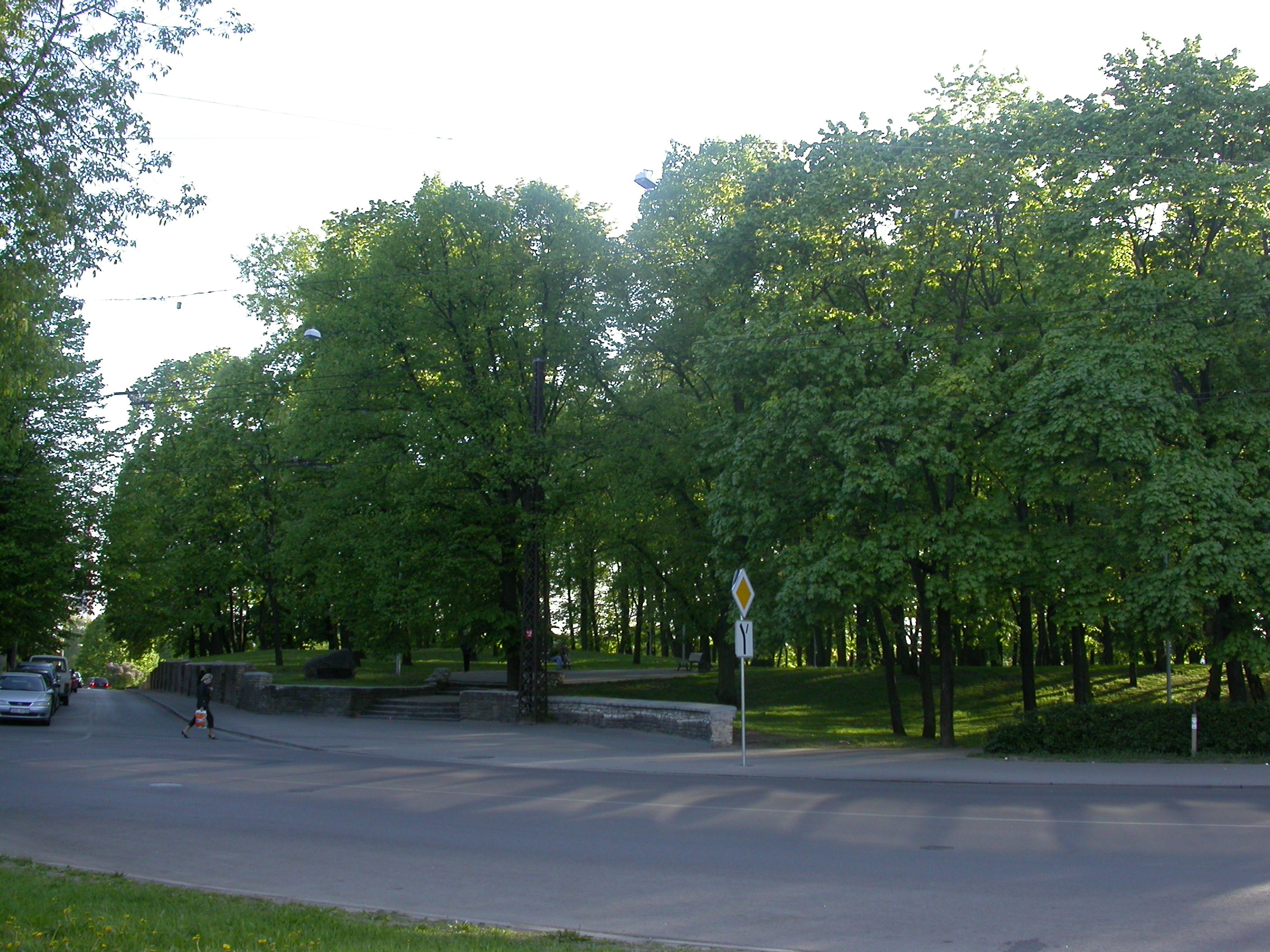
Вид Старого еврейского кладбища от ул. Лаувас
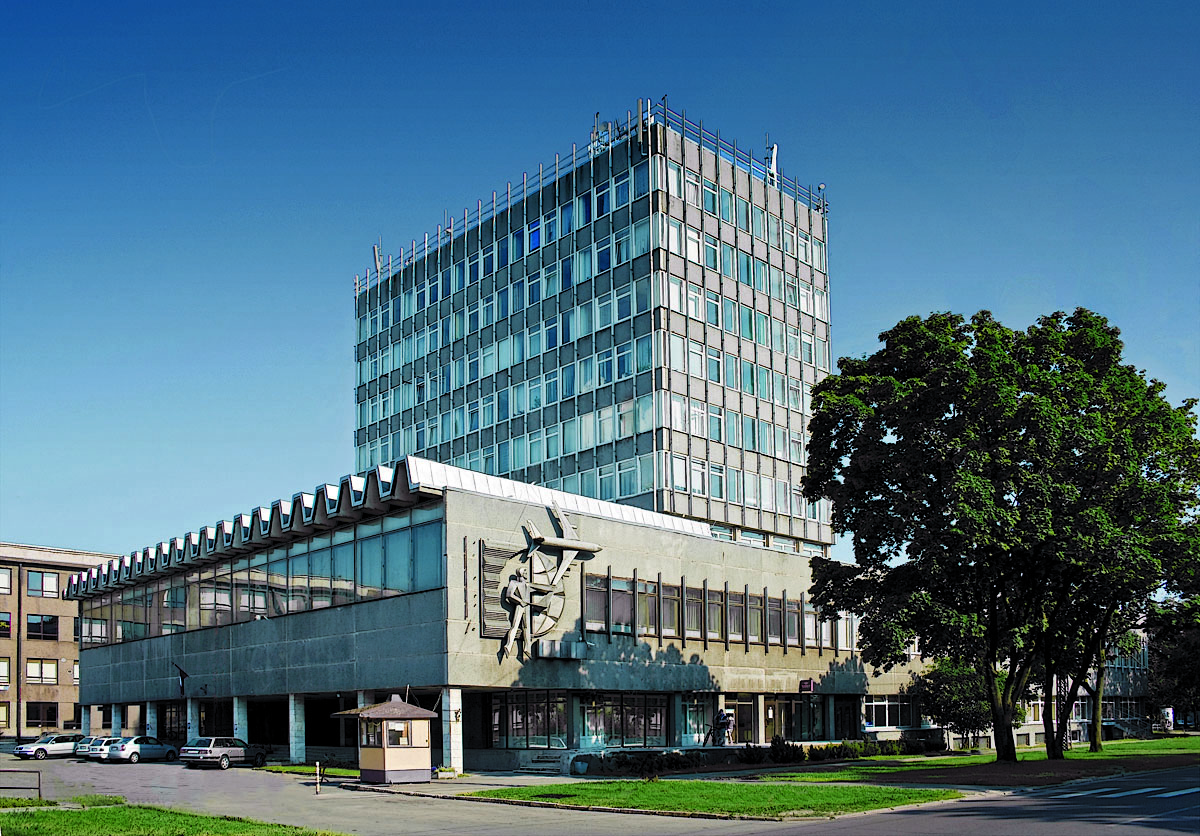
Институт транспорта и связи
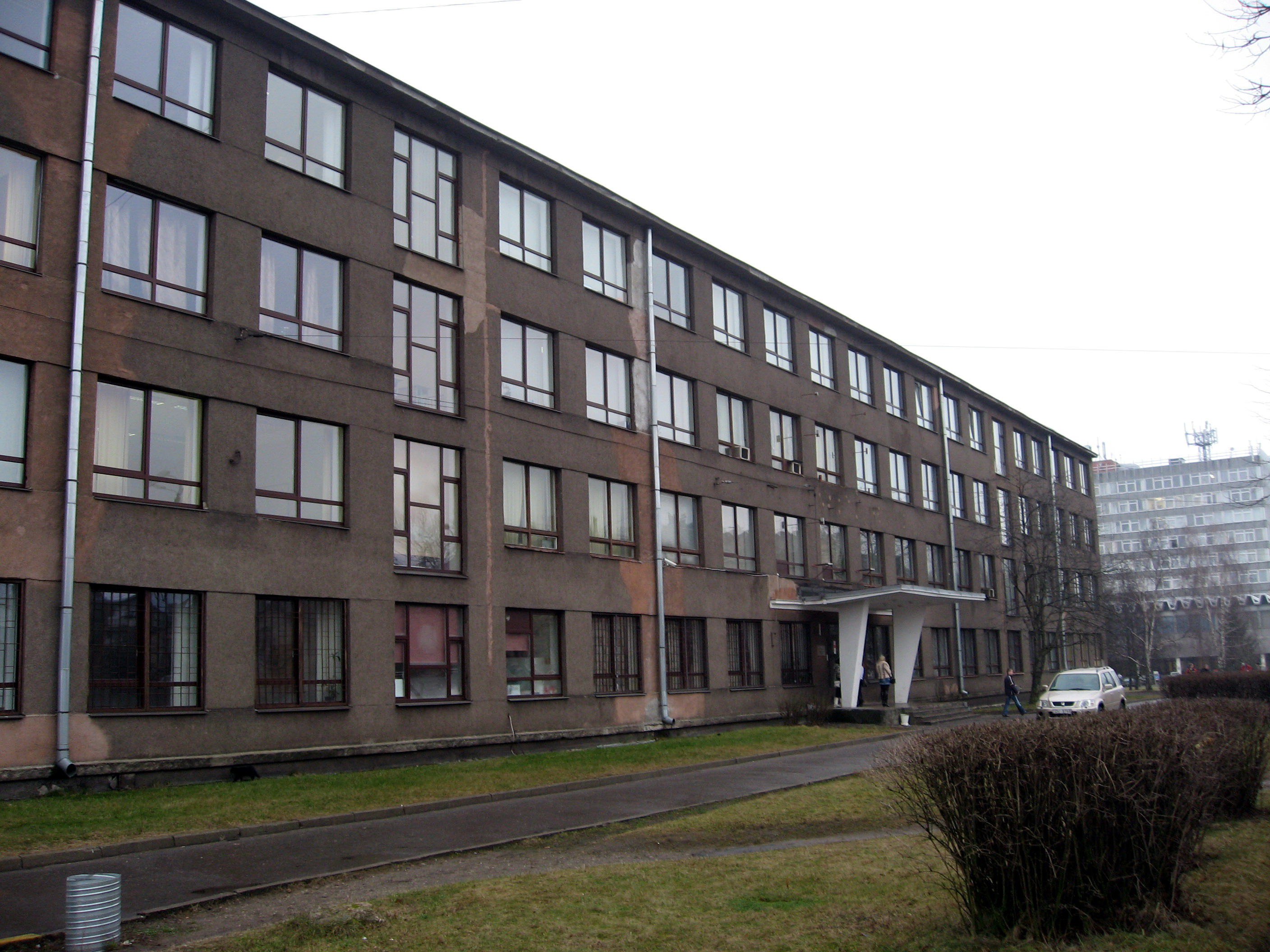
Дом № 8 (фото 2008 г.)
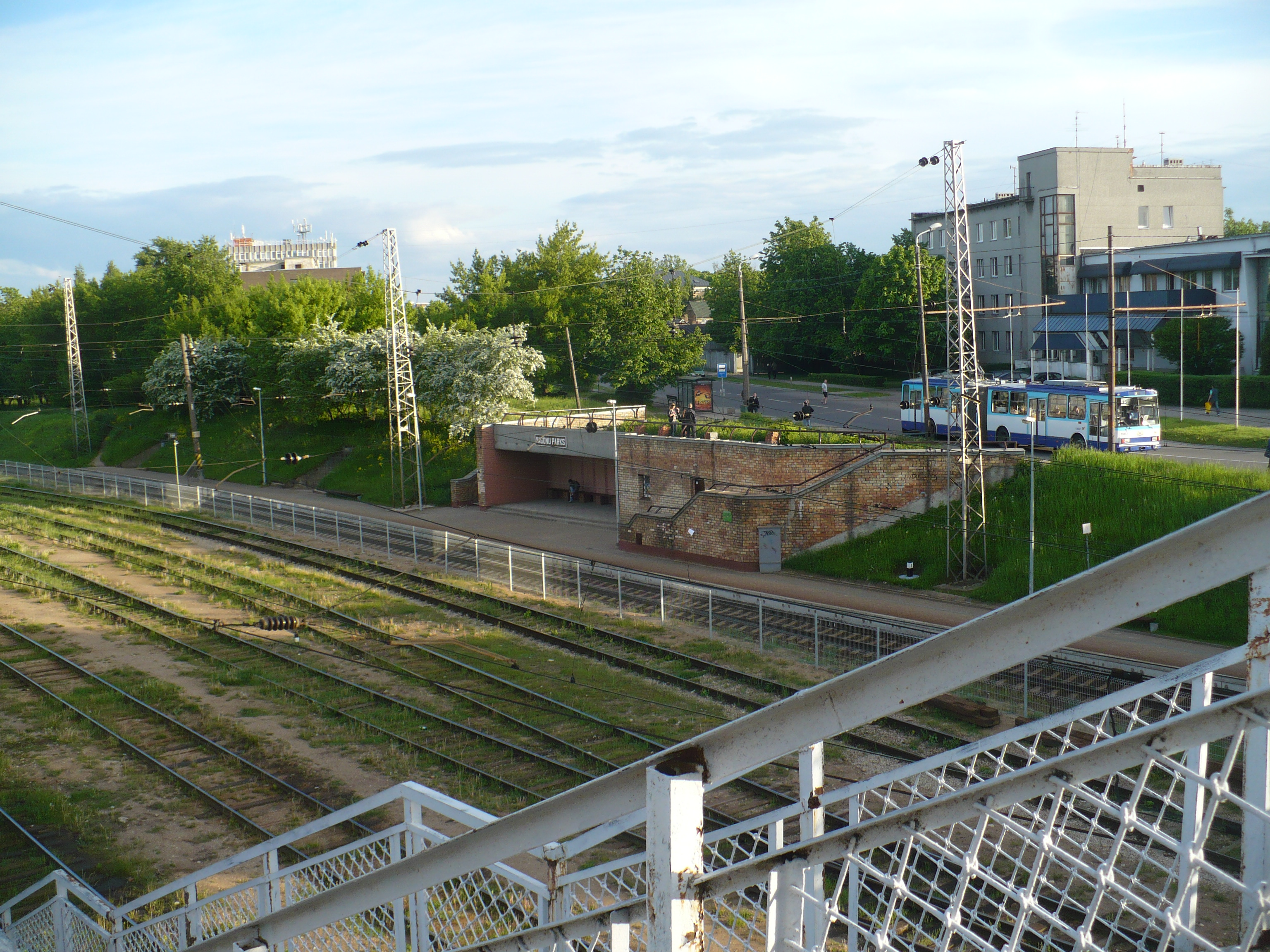
Платформа «Вагону паркс»

Ближе к железнодорожному депо, на нечётной стороне улицы расположено здание бывшей столовой железнодорожников «Kaija», которую любили посещать также и студенты РКИИГА. Рядом со столовой во времена СССР находился сборный пункт для новобранцев, призываемых в Советскую армию, откуда жителей Московского предместья («Маскачки») и студентов РКИИГА отправляли на срочную службу.

## Прилегающие улицы
Улица Лаувас пересекается со следующими улицами:
- улица Валерияс Сейлес
- улица Эбрею
- улица Вирсайшу
- улица Лудзас
- улица Кална